# Discografie van Billie Holiday
Dit is een discografie van Billie Holiday, met daarin tevens opgenomen muziekvideo's, gastoptredens, bladmuziek en aan haar opgedragen muziekwerken.

## Discografie

### Studioalbums
- 1950 - Billie Holiday Sings Mercury
- 1950 - Billie Holiday, Vol. 1 Jolly Roger
- 1950 - Billie Holiday, Vol. 2 Jolly Roger
- 1953 - An Evening with Billie Holiday Clef
- 1954 - Billie Holiday, Vol. 3 Jolly Roger
- 1954 - Lady Sings the Blues Polygram
- 1955 - Music for Torching Clef
- 1955 - All or Nothing at All Polygram
- 1956 - Songs for Distingué Lovers Classic
- 1956 - Jazz Recital Clef
- 1956 - Velvet Moods Clef
- 1956 - A Recital by Billie Holiday Clef
- 1957 - Body and Soul Mobile
- 1958 - Lady in Satin Classic
- 1958 - Blues Are Brewin' Decca
- 1959 - Last Recordings Verve
- 1959 - Billie Holiday Castle
- 1959 - Stay with Me Polygram
- 1960 - The Unforgettable Lady Day Verve
- 1990 - Embraceable You Verve
- 1992 - Lady Day & Pres Fremaux
- 1998 - Back to Back: Billie Holiday and Etta James Excelsior
- 1999 - Miss Brown to You Swing House
- 2002 - Singin' the Blues Universal
- 2002 - Love for Sale Prestige
- 2002 - Fine and Mellow Prestige
- 2002 - Billie Holiday For Lovers Verve
- 2003 - Day In, Day Out HearMusic
- 2004 - Autumn in New York Giants of Jazz
- 2004 - Ghost of Yesterday Blue Orchid

### Livealbums
- 1936 - Don't Explain Audio Fidelity
- 1937 - As Time Goes By Drive Archive
- 1944 - Fine & Mellow Collectables
- 1946 - Jazz at the Philharmonic Verve
- 1949 - Broadcast Performances, Vol. 1 ESP
- 1951 - Billie Holiday at Storyville 1201 Music
- 1951 - The Complete 1951 Storyville Club Sessions Fresh Sound
- 1953 - Radio & TV Broadcasts 1953-56 ESP
- 1956 - Broadcast Performances, Vol. 3 1956-58 ESP
- 1956 - The Essential Billie Holiday Carnegie Hall... Verve
- 1958 - The Monterey Jazz Festival with Buddy... Black Hawk
- 1964 - Rare Live Recordings RIC
- 1991 - Billie Holiday Live Verve
- 1990 - Classic Live Recordings JCI
- 1993 - Broadcast Performances, Vol. 4 Esp
- 1995 - At Carnegie Hall: The Billie Holiday Story, ... Polygram
- 1995 - Immortal Lady in Concert Musketeer
- 2000 - 1949-52 Radio & TV Broadcast Calibre
- 2000 - 1953-1956 Radio & TV Broadcast Calibre
- 2001 - Live at Stratford 57 & Rare Interviews Baldwin Street
- 2002 - New York to Los Angeles: 1935-1944
- 2005 - Lady Live 1939-1940 Columbia

### Compilatiealbums
- 1933 - Billie Holiday (1933-1937) Classics
- 1933 - Billie Holiday: The Legacy Box 1933-1958 Columbia
- 1933 - The Complete Recordings 1933-1940 Affinity
- 1933 - The Quintessential Billie Holiday, Vol. 1... Columbia
- 1933 - The Voice of Jazz: The Complete Recordings... Affinity
- 1935 - If You Were Mine Drive Archive
- 1935 - Lady Day Columbia
- 1936 - God Bless the Child MCA Special
- 1936 - The Quintessential Billie Holiday, Vol. 2... Columbia
- 1936 - The Quintessential Billie Holiday, Vol. 3... Columbia
- 1936 - The Quintessential Billie Holiday, Vols. 1-9 Columbia
- 1937 - Lover Man: Jazz Archives, Vol. 6 Jazz Archives
- 1937 - Miss Brown to You Jazz Time
- 1937 - The Billie Holiday and Her Orchestra... Classics
- 1937 - The Quintessential Billie Holiday, Vol. 4... Columbia
- 1937 - The Quintessential Billie Holiday, Vol. 5... Columbia
- 1938 - The Quintessential Billie Holiday, Vol. 6... Columbia
- 1938 - The Quintessential Billie Holiday, Vol. 7... Masters of
- 1939 - Billie Holiday Commodore
- 1939 - Billie Holiday (1939-1940) Classics
- 1939 - Billie Holiday (1939-1949)
- 1939 - I'll Be Seeing You Commodore
- 1939 - Strange Fruit Atlantic
- 1939 - The Commodore Master Takes GRP
- 1939 - The Commodore Recordings Mainstream
- 1939 - The Complete Commodore Recordings GRP
- 1939 - The Quintessential Billie Holiday, Vol. 8... Masters of
- 1940 - Billie Holiday (1948-1959) Royal
- 1940 - Control Booth Series, Vol. 1: 1940-1941 Storyville
- 1940 - The Quintessential Billie Holiday, Vol. 9... Columbia
- 1940 - The Quintessential Billie Holiday, Vol. 9... Columbia
- 1941 - Control Booth Series, Vol. 2 Jazz Unlimited
- 1942 - Billie's Blues Musketeer
- 1944 - Masters of Jazz, Vol. 3 Storyville
- 1944 - Story MCA
- 1944 - The Billie Holiday Story MCA
- 1944 - The Complete Decca Recordings GRP
- 1944 - The Complete Original American Decca... MCA
- 1944 - The Lady's Decca Days, Vol. 1 MCA
- 1944 - The Lady's Decca Days, Vol. 2 MCA
- 1945 - Billie Holiday & Ella Fitzgerald MCA
- 1945 - The Complete Billie Holiday on Verve... Polygram
- 1945 - Verve Jazz Masters 47: Sings Standards Verve
- 1946 - Billie Holiday on Verve (1946-1959) Verve
- 1946 - Lady in Autumn: The Best of the Verve Years Verve
- 1949 - For a Lady Named Billie Giants of Jazz
- 1949 - Summer of 1949 Bandstand
- 1950 - Favorites Columbia
- 1951 - Billie and Stan Dale
- 1951 - Billie Holiday, Al Hibbler and the Blues Imperial
- 1952 - First Verve Sessions Polygram
- 1952 - Lover Man Prime Cuts
- 1952 - Solitude Polygram
- 1952 - The Billie Holiday Songbook Polygram
- 1952 - The Essential Billie Holiday: Songs of Lost... Verve
- 1956 - Compact Jazz: Billie Holiday Verve
- 1956 - The Lady Sings Charly Budget
- 1957 - Billie Holiday Sings the Blues Score
- 1957 - Embraceable You Prism
- 1959 - The Billie Holiday Story, Vol. 1 Columbia
- 1960 - The Unforgettable Lady Day Verve
- 1961 - The Essential Billie Holiday Rerooted
- 1962 - Lady Love United Artists
- 1962 - The Golden Years, Vol. 1 Columbia
- 1965 - Billie Holiday Clef
- 1965 - Once Upon a Time Mainstream
- 1966 - Lady Verve
- 1966 - The Golden Years, Vol. 2 Columbia
- 1967 - Billie Holiday's Greatest Hits MCA
- 1973 - Billie Holiday Original Recordings Columbia
- 1973 - The Billie Holiday Story, Vol. 2 Columbia
- 1973 - The History of Billie Holiday Verve
- 1975 - A Day in the Life of Billie Holiday Different
- 1976 - Lady Day Blues AJ
- 1977 - Easy to Remember ITI
- 1979 - Swing! Brother, Swing! Sony Special
- 1980 - Giants of Jazz Time-Life
- 1984 - The Silver Collection Verve
- 1986 - History of the Real Billie Holiday Polygram
- 1986 - Sound of Jazz Columbia
- 1988 - Lady Day (1939-1944): The Sixteen Original... Tristar
- 1988 - The Billie Holiday Collection Deja Vu
- 1991 - Billie Holiday Sony Special
- 1991 - Billie Holiday, Vol. 2: I Cried for You Patricia
- 1991 - I Like Jazz: The Essence of Billie Holiday Columbia
- 1991 - Them There Eyes Royal
- 1992 - Billie's Best Verve
- 1992 - Billie's Blues Bulldog
- 1992 - Lover Man Sound
- 1992 - The Early Classics Pearl
- 1993 - 16 Most Requested Songs Columbia
- 1993 - Collection Castle
- 1993 - God Bless the Child Pilz
- 1993 - Talks & Sings Quicksilver
- 1994 - Best of Billie Holiday Tristar
- 1994 - Billie Holiday Vol. 1 (1933-1947) RCA Makin'
- 1994 - Billie Sings, Terence Plays Columbia
- 1994 - First Issue: Great American Songbook Polygram
- 1994 - God Bless the Child Universal
- 1994 - Jazz 'Round Midnight: Billie Holiday Polygram
- 1994 - Long Gone Blues Tristar
- 1994 - Millennium Anthology Millennium
- 1994 - The Billie Holiday Story, Vol. 3 Polygram
- 1994 - The Man I Love Pickwick
- 1994 - Verve Jazz Masters 12: Billie Holiday Verve
- 1995 - Billie Sings the Blues Sandy Hook
- 1995 - Billie's Blues Start
- 1995 - Box Set Masters of
- 1995 - Carelessly Smash
- 1995 - Fine & Mellow Indigo
- 1995 - God Bless the Child Prime Cuts
- 1995 - Good Morning Heartache Four Star
- 1995 - Greatest Hits GRP
- 1995 - Greatest Hits GRP
- 1995 - Jazz Portrait Tristar
- 1995 - Lady Sings the Blues: Original Sessions... Accord
- 1995 - Lady Sings the Blues: The Billie Holiday... Verve
- 1995 - Lover Come Back to Me Drive
- 1995 - Me Myself and I Milan
- 1995 - On the Sentimental Side Past Perfect
- 1995 - Original Historic Recordings Jazz Archives
- 1995 - The Billie Holiday Story, Vol. 5: Music for... Polygram
- 1995 - The Gold Collection Deja Vu
- 1995 - Vol. 1: 1933-1936 Masters of
- 1995 - Vol. 10: 1940-1941 Masters of
- 1995 - Vol. 2: 1936-1937 Masters of
- 1995 - Vol. 3: 1934-1937 Masters of
- 1995 - Vol. 4: 1937 Masters of
- 1995 - Vol. 5: 1937-1938 Masters of
- 1995 - Vol. 6: 1938 Masters of
- 1995 - Vol. 9: 1940 Masters of
- 1995 - With Bobby Black Label
- 1996 - 1935-1938 Fat Boy
- 1996 - 1940-1942 Classics
- 1996 - 1944 Classics
- 1996 - 40 Great Songs Musketeer
- 1996 - American Legends # 9: Billie Holiday Laserlight
- 1996 - Billie Holiday Love Songs Sony/Legacy
- 1996 - Billie's Blues Collector's
- 1996 - Billie's Blues Leader Music
- 1996 - Billie's Blues Avid
- 1996 - Fine & Mellow Collector's
- 1996 - God Bless the Child K-Tel
- 1996 - Golden Hits Intercontinent
- 1996 - Her Best Recordings: 1935-1942 Best of Jazz
- 1996 - Immortal Lady Day, Vol. 1 Charly Budget
- 1996 - Jazz After Dark: Great Songs, Vol. 1 Public Music
- 1996 - Jazz After Dark: Great Songs, Vol. 2 Public Music
- 1996 - Lady Day's 25 Greatest: 1933-1944 ASV/Living Era
- 1996 - Love Me or Leave Me Hallmark
- 1996 - Love Songs Sony
- 1996 - Me Myself & I Eclipse Music
- 1996 - Miss Brown to You 1933-1936 Jazztory
- 1996 - This Is Jazz, Vol. 15 Sony
- 1996 - Vol. 11: 1941-1942 Masters of
- 1997 - Ain't Nobody's Business Century Vista
- 1997 - Billie Holiday: Members Edition Members
- 1997 - Billie Holiday: Triple Gold Start
- 1997 - Complete, Vol. 12: 1942-1944 Masters of
- 1997 - Greatest Hits, Vol. 1 Galaxy
- 1997 - Greatest Hits, Vol. 2 Galaxy
- 1997 - Priceless Jazz GRP
- 1997 - Revue Collection Revue
- 1997 - The Ultimate Billie Holiday Polygram
- 1997 - Vol. 1: 1935-1939 L'art Vocal
- 1998 - Back 2 Back Intercontinent
- 1998 - Back to Back: Billie Holiday and Etta James Excelsior
- 1998 - Billie's Blues Wolf
- 1998 - Gold Collection Fine Tune
- 1998 - Gold Collection Retro Music
- 1998 - Golden Classics Double Play
- 1998 - Greatest Hits Sony
- 1998 - Lady Day & Prez Fremeaux &
- 1998 - Lady Sings the Blues Entertainers
- 1998 - Masters Cleopatra
- 1998 - Night & Day Empress

- 1998 - Portrait of Billie Holiday Gallery
- 1998 - Priceless Jazz: More Billie Holiday GRP
- 1998 - Quintessential 1, 2 & 3 Sony
- 1998 - Selection of Billie Holiday Golden Sounds
- 1998 - The Classic Decade 1935-1945 Prism Leisure
- 1998 - This Is Jazz, Vol. 32: Standards Sony
- 1998 - V-Disc Recordings: A Musical Contribution by... Collectors'
- 1998 - Vol. 13: 1944 Masters of
- 1999 - 1945-1948 Classics
- 1999 - Back to Back Ember
- 1999 - Best of Billie Holiday: 1935-1948 Import
- 1999 - Cocktail Hour Columbia River
- 1999 - Essential Masters of Jazz Proper
- 1999 - Forever Gold St. Clair
- 1999 - Guilty Nostalgia
- 1999 - Lover Man: 1939-1944 Jazzterdays
- 1999 - Miss Brown to You Swing House
- 1999 - Strange Fruit Crown
- 1999 - Strange Fruit Giants of Jazz
- 1999 - Strange Fruit Jazz World
- 1999 - The Essential Billie Holiday Charly
- 1999 - Vol. 14: 1944-1945 Masters of
- 1999 - Wishing on the Moon ASV/Living Era
- 2000 - 1925-1950
- 2000 - 20 Classic Tracks Cleopatra
- 2000 - A Fine Romance, Vol. 1 Definitive
- 2000 - A Fine Romance, Vol. 2 Definitive
- 2000 - Anthology 1944-1959 Cleopatra
- 2000 - Billie Holiday the Legend Legend
- 2000 - Billie's Blues Delta
- 2000 - Billie's Love Songs Nimbus
- 2000 - Essential Recordings Music Club
- 2000 - Golden Legends Direct Source
- 2000 - High Profile Direct Source
- 2000 - Jazz & Blues Blues & Jazz
- 2000 - Jazz Gallery: 1925-1950 Mondo Musica
- 2000 - Ken Burns Jazz Verve
- 2000 - Lady Day Golden Stars
- 2000 - Lady Sings the Blues Collectables
- 2000 - Legends: Billie Holiday Orchard
- 2000 - Midnight Blues Madacy
- 2000 - New Orleans Definitive
- 2000 - No Regrets Recall
- 2000 - Please Don't Talk About Me When I'm Gone Get Back
- 2000 - Strange Fruit: 1937-1939 Jazzterdays
- 2000 - Strange Fruit: Alternate Takes Universal
- 2000 - Summertime Mastersound
- 2000 - That Ole Devil Called Love Prism Leisure
- 2000 - That's Life I Guess: 1936-1937 Jazztory
- 2000 - The Best of Billie Holiday Intersound
- 2000 - The Great Festival
- 2000 - Very Best of Billie Holiday Universal
- 2000 - Vol. 16: December 1946-December 1948 Masters of
- 2001 - Anthology 1944-1959 Crown Japan
- 2001 - Billie Holiday, Vol. 1 & 2 Platinum Disc
- 2001 - Billie Holiday, Vol. 1: The Best Platinum Disc
- 2001 - Billie Holiday, Vol. 2 Platinum Disc
- 2001 - Billie's Blues Simply The
- 2001 - Celebrating the Best of Jazz Direct Source
- 2001 - Complete Original American Commodore... Jazz Factory
- 2001 - Complete Original American Decca Recordings... Jazz Factory
- 2001 - God Bless the Child Proper
- 2001 - Great Ladies on V-Disc, Vol. 1 Tokuma
- 2001 - Jazz After Hours Jazz After
- 2001 - Lady Day, Vol. 1 Magnum
- 2001 - Lady Day, Vol. 3 Magnum
- 2001 - Lady Day: The Best of Billie Holiday Columbia/Legac
- 2001 - Lady Day: The Complete Billie Holiday on... Sony
- 2001 - Lover Man Proper
- 2001 - Miss Brown to You A Touch Of
- 2001 - Original Authentic Recordings Just Jazz
- 2001 - Sings the Great American Songbook Jazz Factory
- 2001 - Songbook Jazz Factory
- 2001 - Star Power: Billie Holiday Direct Source
- 2001 - Strange Fruit Proper
- 2001 - The Best of Billie Holiday EMI-Capitol
- 2001 - The Billie Holiday Story Chrome Dreams
- 2001 - The Great, Vol. 2 Goldies
- 2001 - The Lady Sings Proper
- 2001 - This Year's Kisses Proper
- 2002 - 1949-1951 Classics
- 2002 - 20th Century Masters - The Millennium... Hip-O
- 2002 - A Musical Romance Columbia/Legac
- 2002 - All of Me Delta
- 2002 - Billie Holiday
- 2002 - Billie Holiday For Lovers Verve
- 2002 - Billie Holiday: Portrait International
- 2002 - Billie's Blues Past Perfect
- 2002 - Billie's Blues Tko Magnum
- 2002 - Billie's Blues Tko Magnum
- 2002 - Blue Billie Columbia/Legac
- 2002 - Body and Soul Verve
- 2002 - Complete Recordings Jazz Factory
- 2002 - Fine and Mellow Prestige Elite
- 2002 - Golden Greats Golden Greats
- 2002 - Great Ladies of Jazz Legend
- 2002 - Great Lady Day Rajon
- 2002 - Jazz Collection: Billie Holiday and Friends Laserlight
- 2002 - Jazz Is Their Old Man Laserlight
- 2002 - Lady Day & Pres 1937-1941 Fremeaux &
- 2002 - Lady Day Ember
- 2002 - Lady Day Swings Columbia/Legac
- 2002 - Lady Day, Vol. 2 TKO Collectors
- 2002 - Lady in Satin Sony
- 2002 - Love for Sale Prestige Elite
- 2002 - Night and Day Town Sound
- 2002 - No Greater Love Our World
- 2002 - Quintessence New York to Los Angeles, Vol.... Fremeaux &
- 2002 - Singin' the Blues Universal
- 2002 - The Incomparable, Vol. 1
- 2002 - The Incomparable, Vol. 2
- 2002 - The Incomparable, Vol. 3
- 2002 - The Incomparable, Vol. 4
- 2002 - The Incomparable, Vol. 5
- 2002 - You Got to My Head Past Perfect
- 2003 - 1952 Classics
- 2003 - Best of Billie Holiday
- 2003 - Blue Billie Saga
- 2003 - Classic American Voices Direct Source
- 2003 - Complete 1937-1946 Fremeaux &
- 2003 - Day In, Day Out HearMusic
- 2003 - Early Lady Day: 1933-1937 Jazz Legends
- 2003 - Happy Billie Saga
- 2003 - Jazz Masters: Billie Holiday Delta
- 2003 - Legendary Jazz: Easy Livin' Columbia River
- 2003 - Love Songs, Vol. 2 Columbia/Legac
- 2003 - Swing! Brother Swing! Collectables
- 2003 - The Billie Holiday Collection, Vol. 1 Columbia
- 2003 - The Billie Holiday Collection, Vol. 2 Columbia
- 2003 - The Billie Holiday Collection, Vol. 3 Columbia/Legac
- 2003 - The Billie Holiday Collection, Vol. 4 Columbia
- 2003 - The Diva Series Verve
- 2003 - Ultimate Collection United Multi
- 2004 - BD Jazz
- 2004 - Evening With Billie Holiday
- 2004 - Good Morning Blues: The Complete Columbia... Universe
- 2004 - Moanin' Low ASV/Living Era
- 2004 - Proper Introduction to Billie Holiday:...
- 2004 - The Quintessential Billie Holiday, Vol. 1-3 Columbia/Legacy
- 2004 - BD Jazz Nocturne
- 2004 - Jazz Moods: 'Round Midnight Columbia/Legacy
- 2004 - Lady Day Live Collector's Choice
- 2004 - Jeepers Creepers: The Ultimate Lady Day Best ... Birdland
- 2004 - Lady Day: The Complete Columbia Golden Years Definitive Classics
- 2004 - Happy Holiday Jasmine
- 2004 - The Jazz Biography Series United Multi Consign
- 2004 - The Platinum Collection Direct Source
- 2004 - Timeless Classics St. Clair
- 2004 - Billie Holiday The Love Songs ... Dejavu Retro Gold Collection
- 2004 - Complete Alternates, Vol. 1 Blue Moon
- 2004 - Complete Alternates, Vol. 2 Blue Moon
- 2004 - Complete Alternates, Vol. 3 Blue Moon
- 2004 - Complete Alternates, Vol. 4 Blue Moon
- 2004 - Complete Alternates, Vol. 5 Blue Moon
- 2004 - Lover Man: 1944-1950 Blue Moon
- 2004 - Tenderly Blue Moon
- 2004 - Vol. 1: 1945-1949 Blue Moon
- 2004 - Vol. 2: 1949-1951 Blue Moon
- 2004 - Complete, Vol. 1: 1933-1936 Blue Moon
- 2004 - Vol. 2: 1936-1937 [Blue Moon] Blue Moon
- 2004 - Vol. 3: 1937-1938 Blue Moon
- 2004 - Vol. 4: 1938 Blue Moon
- 2004 - Vol. 5: 1938-1939 Blue Moon
- 2004 - Vol. 6: 1939-1941 Blue Moon
- 2004 - Vol. 7: 1941-1944 Blue Moon
- 2004 - Trios Sony International
- 2005 - The Sensitive Billie Holiday 1940-1949 Storyville
- 2005 - The Billie Holiday Story United States Dist
- 2005 - All of Me Legacy
- 2005 - Anthology Cleopatra
- 2005 - Remixed Hits Hypnotic
- 2005 - Billie Holiday Platinum Disc
- 2005 - The Billie Holiday Collection Columbia
- 2005 - Jukebox Hits 1935-1946 Acrobat
- 2005 - Legends: Billie Holiday Direct Source
- 2005 - The Best of Billie Holiday Compendia

### Video's en dvd's
- 1988 - The Ladies Sing the Blues - VHS - Beckmann Communications - GB
- 1990 - Vintage Collection Vol. 1: 1958 - 59 - VHS - Warner Music Vision - USA
- 1991 - Lady Day -The Many Faces of Billie Holiday - VHS - NTV Entertainment - GB
- 1999 - Monterey Jazz Festival - Legendary 40 Years - dvd - Warner Home Video - USA
- 2001 - Presenting Billie Holiday Pioneer
- 2001 - Ladies Sing the Blues View Video
- 2002 - Billie Holiday - Collection Archives Inedites - dvd(2) - DVDY Films - Czech
- 2002 - Billie Holiday - The Life and Artistry of Lady Day - dvd - Idem - Spain
- 2003 - Strange Fruit - VHS - NIK Media - NL
- 2004 - Billie Holiday - The Genius of Lady Day - dvd - Efor Films - Spain
- 2004 - Billie Holiday - The Lady Day's Life - dvd - Efor Films - Spain
- 2005 - Billie Holiday - The Ultimate Collection - dvd - Multiprises - USA
- 2005 - A Tribute to Billie Holiday - dvd - MRA Entertainment - Australia

### Gastoptredens
- Henry "Red" Allen Ride, Red, Ride (2000)
- Louis Armstrong Highlights from His Decca Years (1924)
- Louis Armstrong Historic (1928)
- Louis Armstrong Priceless Jazz (1935)
- Louis Armstrong New Orleans: The Soundtrack (1946)
- Louis Armstrong 1946-1947 (1946)
- Louis Armstrong American Icon (1947)
- Louis Armstrong Very Best of Louis Armstrong (1997)
- Louis Armstrong & Friends You Rascal You [Half Moon] (1997)
- Louis Armstrong Sings Back Through the Years: A... (2000)
- Louis Armstrong Ultimate Collection [Verve] (2000)
- Louis Armstrong Complete Decca Studio Master Takes (2001)
- Louis Armstrong Vie en Rose/C'Est Si Bon (2001)
- Louis Armstrong Satchmo in the Forties (2001)
- Louis Armstrong C'est Si Bon: Satchmo in the... (2001)
- Louis Armstrong C'est Si Bon: New Orleans Function (2001)
- Louis Armstrong 1949-1950 (2001)
- Louis Armstrong Very Best of Louis Armstrong (2002)
- Louis Armstrong Duets (2002)
- Joe Augustine Swinging on a Star (1993)
- Count Basie Golden Years, Vol. 1 (1937) (1993)
- Count Basie 1937, Vol. 4 (1995)
- Count Basie Golden Years, Vol. 1 (1996)
- Count Basie America's #1 Band: The Columbia... (2003)
- Count Basie Small Groups (2003)
- Tony Bennett On Holiday (1996)
- Tony Bennett Essential Tony Bennett: A... (1999)
- Tony Bennett Artist's Choice: Tony Bennett (2003)
- Bunny Berigan His Best Recordings: 1935-1939 (1995)
- Bunny Berigan Complete Brunswick
- Irving Berlin Irving Berlin Always (1988)
- Irving Berlin Always Songs of Irving Berlin (1994)
- Gershwin, Porter, Berlin Millennium Anthology (1994)
- Irving Berlin Melody Lingers On: 25 Songs... (1997)
- Irving Berlin & George... Gold Collection (2001)
- Leonard Bernstein/Original Fancy Free/On the Town (1991)
- Blue Largo What a Day! (2000)
- Blue Largo Still in Love With You (2002)
- Anthony Braxton/Stewart... 14 Compositions (Traditional) 1996 (1996)
- Dave Brubeck Someday My Prince Will Come (1965)
- Hoagy Carmichael Classic Hoagy Carmichael (1927)
- Benny Carter Skyline Drive and Towards (1929)
- Benny Carter His Best Recordings 1929-1940 (1996)
- Buck Clayton 1937-1946 (1937)
- Roy Eldridge Little Jazz [CBS] (1935)
- Eldridge, Roy Minor Jive (1935)
- Roy Eldridge Little Jazz: The Best of Verve... (1994)
- Roy Eldridge Little Jazz [Jazz Archive] (1995)
- Roy Eldridge 1935-1944 (1996)
- Duke Ellington Duke Ellington Film Shorts (1929)
- Duke Ellington American Songbook Series: Duke... (1993)
- Duke Ellington Hommage a Duke (1996)
- Duke Ellington Anniversary (1999)
- Duke Ellington Duke Ellington, Vol. 5: Friends (1999)
- Duke Ellington Love You Madly (2002)
- Esquire All Stars At the Met, Vol. 2 (2002)
- Dorothy Fields American Songbook Series: Dorothy... (1995)
- Ella Fitzgerald Sings the Cole Porter Song Book... (1956)
- Ella Fitzgerald & Billie... At Newport (1957)
- Ella Fitzgerald/Chick Webb... First Ladies of Jazz (1994)
- Ella Fitzgerald, Billy... Jazz 'Round Midnight: Three Divas (1995)
- Ella Fitzgerald & Billie... Ella Sings, Chick Swings/Back to... (2001)
- George Gershwin 's Wonderful (1992)
- George Gershwin Platinum Collection (1996)
- George Gershwin Ultimate Collection (1998)
- George Gershwin 's Wonderful: The Great Gershwin... (1998)
- George Gershwin Great Songs Presented By Great... (1999)
- George Gershwin George Gershwin (2000)
- George Gershwin/Ira... Salute to Broadway (2000)
- George Gershwin Nostalgic Collection (2000)
- George Gershwin 8 cd Box Set (2000)
- George Gershwin & Cole... Jazz 'Round Midnight: The George...
- Benny Goodman Best of the Big Bands [1989 Sony] (1989)
- Benny Goodman Benny Goodman and His Great... (1995)
- Benny Goodman Permanent Goodman, Vol. 1 (2000)
- Benny Goodman Camel Caravan Broadcasts 1939, Vol... (2000)
- Benny Goodman Benny Goodman [JSP] (2002)
- Stephane Grappelli So Easy to Remember (1993)
- Charlie Haden Quartet West Haunted Heart (1991)
- Edmond Hall Profoundly Blue (2001)
- E.Y. Harburg American Songbook Series: E.Y.... (1995)
- Johnny Hodges Classic Solos (1928-1942) (1994)
- Johnny Hodges Jeep's Blues (1996)
- Johnny Hodges Story 1929/1946 (1998)
- Harry James Yes Indeed (1993)
- Jazz at the Movies Band Jazz at the Movies (1995)
- Gordon Jenkins Gordon Jenkins Collection (1997)
- Jerome Kern Unforgettable Music (1996)
- Johnny Mercer Old Music Master (1996)
- Frankie Newton Story of a Forgotten Jazz... (2003)
- Hot Lips Page Introduction to Best Recordings:... (1997)
- Hot Lips Page Jump For Joy! (2001)
- Patti Page Fallen Angels (1993)
- Charlie Parker/Billie... Jazz Greats [Black Label] (1992)
- Charlie Parker & Billie... Jazz Greats [Delta] (2002)
- Tamika Patton #1 (1989)
- Oscar Peterson Jazz Odyssey (2002)
- Cole Porter Night and Day, Vol. 1: Songbook (1952)
- Cole Porter Night and Day, Vol. 2: Songbook (1991)
- Cole Porter From This Moment On: The Songs of... (1992)
- Cole Porter How's Your Romance?: Cole Porter... (1994)
- Cole Porter You're the Tops: Songs of Cole... (1994)
- Cole Porter Platinum Collection: Cole Porter... (1998)
- Ralph Rainger Thanks for the Memory: Songs of... (2001)
- Charlie Shavers & Buck... It Feels Good
- Artie Shaw Introduction to Artie Shaw: His... (1937)
- Artie Shaw Masterpieces, Vol. 11 (1937)
- Artie Shaw Begin the Beguine (1938)
- Artie Shaw & His Orchestra Personal Best (1938)
- Artie Shaw Greatest Hits (1938)
- Artie Shaw & His Orchestra 1938 (1998)
- Artie Shaw Planet Jazz (1998)
- Artie Shaw Portrait of Artie Shaw (2000)
- Artie Shaw Very Best of Artie Shaw (2001)
- Artie Shaw Best of the War Years (2001)
- Artie Shaw & His Orchestra Swing Legends: 22 Classic Hits (2001)
- Artie Shaw Self Portrait (2001)
- Artie Shaw Begin the Beguine (2002)
- Frank Sinatra Sinatra (1931)
- Frank Sinatra Music From the CBS Mini-Series (1992)
- Jack Teagarden Jack Teagarden 1931-1934, Vol. 2 (2002)
- Ben Webster Best of Ben Webster 1931-1944 (1995)
- Ben Webster Ben Webster's Finest Hour (2000)
- Ben Webster Big Ben (2002)
- Ben Webster Cotton Tail (2002)
- Teddy Wilson 1934-1935 (1934)
- Teddy Wilson Too Hot for Words (1935)
- Teddy Wilson 1935-1936 (1935)
- Teddy Wilson Teddy Wilson, Vol. 2: Warmin' Up (1935)
- Teddy Wilson Of Thee I Swing (1936)
- Teddy Wilson 1936-1937 (1936)
- Teddy Wilson 1937 (1937)
- Teddy Wilson 1937-1938 (1937)
- Teddy Wilson 1938 (1938)
- Teddy Wilson Teddy Wilson and His Orchestra... (1939)
- Teddy Wilson Teddy Wilson and His Orchestra... (1992)
- Teddy Wilson His Piano and His Orchestra (1994)
- Teddy Wilson Golden Days (1994)
- Teddy Wilson Moments Like This (1995)
- Teddy Wilson Introduction to Teddy Wilson: 1935... (1997)
- Teddy Wilson 1938-1939, Vol. 3 (1998)
- Teddy Wilson Gentleman of Keyboard 1934-1957 (1998)
- Teddy Wilson Partners in Jazz (1999)
- Teddy Wilson Teddy Wilson and His... Best of Teddy Wilson & His... (2000)
- Teddy Wilson Noble Art Of Teddy Wilson (2002)
- Teddy Wilson Quintessence New York-Chicago 1933... (2003)
- Teddy Wilson Just a Mood
- Lester Young Lester Young Story (1995)
- Lester Young Lester Leaps In (1995)
- Lester Young Easy Does It: 1936-40 (1996)
- Lester Young This Is Jazz, Vol. 26 (1997)
- Lester Young Introduction: His Best Recordings... (1998)
- Lester Young Lester Young Story (2000)
- Lester Young Ken Burns Jazz (2000)
- Lester Young Lester Young: Portrait (2002)
- Lester Young 1936-1948: The President of the... (2003)

## Bladmuziek
- Billie Holiday - Singin' The Blues - 1990 - CPP/Belwin, Miami, Ca., USA
- Billie Holiday Anthology - ?? - Creative Concepts Ojai, Ca., USA
- Billie Holiday - The Songbook - 1993 - Wise Publications, Londen, GB
- I Can Play That - Blues - 1994 - Wise Publications, Londen, GB
- The Lady Sings The Blues - ?? - Hal Leonard Publishing, Winona, MN, USA
- The Best Of Billie Holiday - ?? - Hal Leonard Publishing, Winona, MN, USA
- Billie Holiday - Original Keys For Singers - Hal Leonard Corporation, Milwaukee, WI, USA
- Music For The Stars - Volume 6 - Professional Music Institute, Encino, CA, USA

## Tributes
- A Baltimore Tribute to Billie Holiday - God Bless the Child - cd - Citypaper Streetbox - USA
- Adams Nesbitt, Romeyn - A Tribute to Billie Holiday - cd - Cristal Records DEF 01 - France
- Alston, Carole - Tribute to a Blue Lady - cd - C4 Records - AU
- Archer, Robyn - A Star Is Torn - 12" - Cube Records HBUG 92 - UK
- Baker, Chet - Bakers Holiday - cd - EmArcy Records 838 204-2 - W.Germany
- Baku, Mellow - Lady Day in Harlem - cd - ?? - UK
- Bennet, Tony - Tony Bennet on Holiday - cd - Columbia CK 6774 - USA
- Bennet, Tony - Here's to the Ladies - cd - Columbia 481266 2 - AU
- Blanchard, Terence - The Billie Holiday Songbook - cd - Columbia 475962 2 - AU
- Blue Note Plays - Billie Holiday - cd - Blue Note 0946 3 49321 2 7 - UK
- Bohuslän Big Band feat. Jaqee - letter to Billie - cd - BBB 2008-2 - Sweden
- Borrfors, Monica - Billie Remembering - cd - Arietta Discs SOL J-0019 - Japan
- Bo's art trio & Simon Vinkenoog - Cobra - cd - Icdisc.nl 0502 - NL
- Bradley, Shayne - Don't Explain - cd - UL Music - USA
- Braxton, Pat - Them There Eyes - cd - Moon Sound Recordings - USA
- Bridgewater, Dee Dee - Eleanora Fagan - cd/dvd - DDB Records 0602527289168 - Germany
- Carol, Faye - Faye Sings Lady Day - cd - Gamble Girls Music - USA
- Carol, Faye - Faye Sings Ledy Day/Live at Yoshi's Set #2 - cd - Gamble Girls Records - USA
- Carter, James - Gardenias for Lady Day - cd - Columbia 514879 6 - AU
- Casale, Rossana - Billie Holiday in Me - cd - Santore DA1021 - IT
- Cheatham, Doc - A tribute to Billie Holiday - 12"	- Kenneth KS 2061 - Sweden
- Cheatham, Doc - Tribute to Billie Holiday - cd - Kenneth CKS 3407 - Sweden
- Clooney, Rosemary - From Bing to Billie - cd - Concord Jazz CCD2-2231-2 - USA
- Clooney, Rosemary - Tribute to Billie Holiday - cd - Concord Jazz CCD-4081 - USA
- Cooke, Sam - sings the Billie Holiday story - lp - UP/FRONT UPF-160 - USA
- Cooke, Sam - Sam Cooke interprets Billie Holiday - lp - RCA HY 1030 - UK
- Coughlan, Mary - Mary Coughlan Sings Billie Holiday - cd - Evangeline GELM4086- Eire
- Crystal, Billy - Billy remembers Billie - cd - Verve B0003770-2 - USA
- Dorsey, Jack/101 strings - Portrait Of A Lady - lp - Alshire S-5294 - USA
- Dreikopf, Karen - Songs for a Lady - cd - Surrealis Records - D
- Fatien, Laïka - Misery - cd - Blujazz BJF02 - EU
- Feldman, Julia - Words Are Worlds - cd - Hed Arzi 520920 - Isr
- Fenger, Søs - On Holiday - cd - Genlyd GENCD 183 - DK
- Fiddmont, Lynne - Lady - cd - Midlife Records - USA
- Freelon, Nnenna - Blueprint Of A Lady - cd - Concord Jazz CCD-2289-2 - USA
- Foltz, Jean-Marc - Eleanora Suite - cd - Vision Fugitive VF313008 - France
- Frost, Lily - Lily Swings, Lily Frost sings songs of Billie Holiday - cd - Marquis 774718-1393-2-0 - Canada
- Ferguson, Rebecca - Lady Sings The Blues - cd - Sony Music 88875053342 - UK
- Getz, Stan - Jazz Masters, 100 ans du Jazz - cd - Mandarim Records MR-04018 - Ireland
- Great Horns, The - Lady Day5 - cd - Arcade 302021 - België
- Great Jazz Trio - Flowers for Lady Day - cd - Alfa Jazz ECD 22140-2 - USA
- Greene String Quartet, The - Bluegreene - cd - Virgin 7243 5 45133 2 9 - USA
- Griffin, Johnny - White Gardenia - cd - Riverside OJCCD-1877-2 - USA
- Haag, Lola - Good Morning Heartache - cd - Big Chair Records 5782-4 - USA
- Haden, Charly Quartet West - Haunted Heart - cd - Gitanes Jazz Verve 513 078-2 - France
- Haliday, Paula - Haliday Sings Holiday - lp - ADDIT ALP-1481 X FSR-709 - Spain
- Hamilton, Scott - Remembering Billie - cd - Blue Duchess/Shining Stone Records - USA
- Hicks, John - Lover Man - cd - Red Baron JK53748 - USA
- Hogan, Alison - Hogan Sings Holiday - cd - Festival HSHO195 - Canada
- Howard, Miki - Miki Sings Billie - cd - Giant Records 74321 15795 2 - USA
- Jamaal, Sean - The Billie Holiday Songbook - cd - Maasound - NL
- James, Etta - Mystery Lady - cd - Private Music 01005-82114-2 - USA
- James, José - Yesterday I Had The Blues - cd - Blue Note B002283102 - USA
- Jährling, Marijke (Nola) - Portrait of a Lady - cd - West Side Theatre 135 025 S - Germany
- Johnson, Molly - Because of Billie - cd - Universal Music Canada 253787133 - Canada
- Jones, Etta - The Melody Lingers On - cd - HighNote Records HCD 7005 - USA
- Jones, Etta - Etta Jones Sings Lady Day - cd - HighNote Records HCD 7078 - USA
- Joos, Herbert - Herbert Joos Plays Billie Holiday Songs - cd - Emarcy 522 634-2 - Germany
- Ian, Janis - Billie's Bones - cd - Rude Girl Records/Oh Boy Records OBR-029 - USA
- Isaacs, Pamela - Lady Day at Emerson's Bar and Grill - cd - BCS1111 - USA
- Jacott, Ruth - a tribute to Billie Holiday - cd - V&V Entertainment vv 2010 10002 2 - Holland
- Klein, Dani - Dani Sings Billie  - cd - Sony Music 88875134732 - Belgium
- Klein, Miriam - Lady Like - lp - BASF 35 53 473 - España
- Konitz, Lee - Strings for Holiday - cd - ENJA ENJ-9304 2 - Germany
- Lady Day (& John Coltrane) - Mix by Courtney Pine - 12" - Universal - UK
- Lazlo, Viktor - My Name Is Billie Holiday - cd - AMC 50.192 - België
- Lee, Ranee - Deep Song - cd - Justin Time Records Just 33-2 - Canada
- Lincoln, Abbey - Abbey Sings Billie - cd - ENJA cd 6012-65 - W.-Germany
- Lincoln, Abbey - Abbey Sings Billie - cd - ENJA cd 7037-2 - Vol. 2 - Germany
- Lynch, Brian Afro Cuban Jazz Orch. - Bolero Nights for Billie Holiday - 12" - Venus Records VHJD-24 - Japan
- Lynk, Monica - A Tribute To Billie Holiday - cd - Bell Music - USA
- Machado, Jean Marie - Soeurs de sang - cd - Le chant du monde 2741498.99 - Austria
- Mackintosh, Lils - It's Not Perfect To Be Easy - cd - Riff 85025-2 - NL
- Magloire, Dominique - Travelin' Light with Billie - mp3 - Gospel Sur La Colline - France
- Maron, Riki - Black In Blue & White - cd - MCI 84010 -2 - Israël
- Marsalis, Wynton & Gaillano, Richard - From Billie Holiday to Edith Piaf - cd - Arkade, Marciac - France
- McCoy Tyner, Alfred - Soliloquy - cd - Blue Note CDP 7 96429 2 - USA
- McDonald, Audra - Lady Day at Emerson's Bar & Grill - cd - PS classics PS 1423 - USA
- McDonald, Betty - Billie Holiday Tribute - cd - McDee Music CD 103 - USA
- McPherson, Charles -  Siku Ya Bibi (day of the lady) - Lp - Mainstream MRL 365 - USA
- McRae, Carmen - Sings Billie Holiday - lp - CBS S 53255 - Holland
- McRae, Carmen - Sings Lover Man and... - lp - Columbia PC 37002 - USA
- McRae, Carmen - Sings Billie Holiday - lp - Harmony KH 32177 - USA
- McRae, Carmen - For Lady Day Vol. 1 - cd - BMG Music 01241631632 - EC
- McRae, Carmen - For Lady Day Vol. 2 - cd - Heritage 515386W - USA
- McRae, Carmen -  Lover Man and other Billie Holiday Classics - cd - Columbia CK 65115 - USA
- Miller, Marcus - Tales - cd - Dreyfus Jazz FDM 36571-2 - France
- Montellanico, Ada - omaggio a Billie Holiday - cd - jazzitalianolive2008 - Italia
- Motley, Gary - Echoes of Billie Holiday - cd - Intersound 3578 - USA
- Nakasian, Stephanie - Billie Remembered - cd - Inner City Records IC 1004 - USA
- Nalley, Kim - Ballads for Billie - cd - Jazz & Blues CE 3111469 - USA
- O'Day, Anita - Trav'lin' Light - cd - Essential-Jazz-Classics EJC55528 - Spain
- Oosterhuis, Trijntje - Strange Fruit - cd - Blue Note 7243 597756 2 3 - NL
- Paris, Priscilla - Priscilla Loves Billie Holiday - lp - Happy Tiger Records 1002 - USA
- Petrus, Thomasina - If Only...Billie Unsung - cd - PepperProd. - USA
- Pine, Courtney - Lady Day (& John Coltrane) - 12" EP - Universal Jazz 12CPINE1 - EU
- Planet, Janet - Passion from the Wreckage - cd - Stellar STL 1015 - USA
- Puccino, Oxmo - Lipolette Bar - cd - Parlophone 0946 3709212 5 - France
- Reed, Lou - Vicious - 12" - RCA NL 42731 - UK
- Reed, Lou - Rock N Roll Animal - cd - RCA 07863 67948-2 - USA
- Ross, Annie - to Lady with Love - cd+dvd - Red Anchor Records CAP 1047 - USA
- Ross, Diana - Lady Sings The Blues - 12" - Tamla Motown 5C 062-94367 - Holland
- Schuur, Diana - In Tribute - cd - GRP 20062 - Germany
- Schwaller-Eckinger-Cobb - ...play the Billie Holiday Songbook - cd - The Montreux Jazz Label 24602 - AU
- Scott, Chaney - Chaney Scott sings the Billie Holiday Story - 12" - ARock Records AR 1001 - USA
- Scott, Tony-D'Andrea, Franco - Body and Soul - cd - Philology W 119.2 - IT
- Scott-Heron, Gil - Spirits - cd - TVT Records TVT 4310-2 - USA
- Shakatak - Down on the Street - cd - Spectrum Music 5500082 - Germany
- Shepp, Archie & Waldron, Mal - Left Alone Revisited... - cd - Synergy Music SMCD 80025 - USA
- Shirley, Don - Plays Love Songs - cd - Collectables Col CD 2758 - USA
- Shorter, Wayne - The Soothsayer - cd - Blue Note CDP 7 84443 2 - USA
- Simone, Nina - Tell Me More - lp - Fontana 858004 FPY - Holland
- Simone, Nina - Sings Billie Holiday - lp - Black Elephant 822.003 - Holland
- Simone, Nina - Nina Simone Sings Billie Holiday PLUS Gospel According To Nina Simone - cd - Charly SNAP 288 - USA
- Sims, Zoot - For Lady Day - cd - Pablo cd 2310.942 - Germany
- Sinatra, Frank - Lady Day - 7" - Reprise R 0970 - USA
- Skov, Kira - Kira sings Billie Holiday - cd - Cloud/Stunt Records DDCJ-4007 - Japan
- Stewart, Rod - Gasoline Alley - cd - Mercury 824 881-2 - Canada
- Strong, Elsie - To Billie Holiday-With Love - 7" - Legrand Records 4001 - USA
- Sutton, Jacqui - Billie&Dolly - cd - Toy Blue Typewriter - USA
- Sylvester, Leanne - A Tribute to Lady Day - cd - Crown Point CPP0132–2 - USA
- Torchia, Lee - Loverman - cd - Jazz Ragas JRCD001 - USA
- Turner, Jewel - On Holiday - cd - Serpent Records - USA
- Tymes, The - God Bless The Child - 7" - Columbia 4-44799 - USA
- Tyner, McCoy - Soliloquy - cd - Blue Note CDP 7 96429 2 - USA
- U2 - Angel of Harlem - 7" - Island Records 111920 - UK
- Various - A Tribute to Billie Holiday - cd - Stormvox CD-SV-001 - USA
- Various - Billie Holiday/Remixed Hits - Hypnotic Records CLP 1486-2 - USA
- Various - Billie Holiday/Remixed&Reimagined - Columbia 82876 85088 2 - USA
- Various artists - Hunger and Love - 2 cd - Dodicilune - It
- Various - Verve Remixed - cd - 589 606-2 - EU
- Waldron, Mal - Blues for Lady Day - cd - Black Lion BLCD760193 - NL
- Waldron, Mal - Left Alone - cd - Bethlehem BET 6024-2 - Germany
- Waldron, Mala - Lullabye - cd - Black 3361 - Japan
- Warpaint - Exquisite corps - cd - RTRADSCD599 - UK
- Warpaint - Billie Holiday - cd - Rough Trade - UK
- WDR Big Band Köln - Celebrating Billie Holiday - cd - CMO 600066 - Duitsland
- Wellins, Bobby - The Satin Album - Jazzizit JITCD 9607 - UK
- Weston, Randy - Marrakech in the cool of the evening - cd - Gitanes Verve 521 588-2 - France
- Weston, Randy - Earth Birth - cd - Gitanes Verve 314 537 088-2 - France
- Wilson, Cassandra - Coming Forth by Day - cd - Sony Legacy 88875063622 - USA
- Wilson, Cassandra - Cassandra Wilson / Billie Holiday - 10" - Sony Legacy 8887506961S1 - USA
- Wilson, Teddy - With Billie In Mind - lp - Chiascuro CR111 - USA
- Yano, Saori - Gloomy Sunday - cd - Columbia COCB-53752 - Japan
- Yen - Billie Holidays Shoes - 7" - IRS EIRS 130 - UK
- Young/Quinichette - For Lady - 12" - Esquire 32-084 - UK
- Young, Webster - For Lady - 12" - OJC 1716 - USA
- Zalewska, Ida - As Sung By Billie Holiday - cd - Fonografika - Poland
- Zetterlund, Monica - For Lester and Billie - cd - Phontastic PHONTCD 7562 - Sweden